# Carihuairazo
Carihuairazo (nebo také Carihuayrazo) je vulkánová kaldera v Ekvádoru, která sousedí s ekvádorskou nejvyšší horou Chimborazo. Její vrchol se nachází ve výšce 5018 m n. m. Nachází se v pohoří Západní Kordillera přibližně 150 kilometrů jiho-jihozápadně od Quita. Nacházel se zde také ledovec, který se však postupně zmenšoval a podle vědců by měl zcela zmizet v letech 2020 až 2030 (zprávy z roku 2010). První potvrzený výstup na vrchol proběhl v roce 1951 (v roce 1880 měl na vrchol vystoupit Edward Whymper, ale není jisté, zda šlo skutečně o tento vrchol).